# Mobile Fighter G Gundam
Mobile Fighter G Gundam (機動武闘伝Gガンダム Kidō Butōden Ji Gandamu?) es una serie de televisión animada producida por los estudios Sunrise. La serie está ambientada en la línea de tiempo "Future Century", donde colonias espaciales han acordado realizar un torneo de artes marciales conocido como "Combate Gundam". Este es celebrado cada cuatro años por las colonias como una vía para resolver sus problemas políticos sin tener que recurrir a la guerra. Cada colonia envía a pelear a la Tierra a su mejor luchador a bordo de un robot antropomórfico llamado Gundam. Esta pelea dura hasta que solo un robot quede en pie. La nación ganadora adquiere el derecho de gobernar a todas las demás durante cuatro años hasta la celebración del próximo torneo. La trama de G Gundam gira en torno a Domon Kasshu, el piloto del Shining Gundam. La misión de Domon es ganar el torneo y buscar a su hermano, quien ha robado el Devil Gundam que estaba en manos del gobierno de Neo Japón.
La serie fue creada para conmemorar el decimoquinto aniversario de la longeva serie Gundam, y fue producida para revitalizar la menguante popularidad de la misma. G Gundam fue la primera serie de la franquicia ambientada en una línea de tiempo distinta a la "Universal Century". La serie deja de lado a muchas de las convencionalidades establecidas por sus predecesoras, marcando nuevas pautas para la franquicia; en lugar de enfocarse en conflictos militares a gran escala, la serie se orienta hacia las artes marciales. G Gundam fue dirigida por Yasuhiro Imagawa y contó con escenarios, ubicaciones y personajes influidos por el interés del director en el Cine Internacional. G Gundam contó con 49 episodios y fue transmitida en Japón por TV Asahi desde el 1 de abril de 1994, hasta el 31 de marzo de 1995. Una versión doblada al inglés con licencia de Bandai Entertainment fue transmitida en Estados Unidos a través de Cartoon Network, empezando en agosto del 2002. Desde su transmisión original, G Gundam ha dado lugar a  trabajos en diversos medios de difusión, tales como manga, música, videojuegos y varias líneas de modelos a escala.
G Gundam fue recibida con polémica por parte de la producción, los patrocinadores y los aficionados, durante su concepción y debut en la televisión japonesa, pues esta tenía un desarrollo totalmente diferente al de sus predecesoras. Sin embargo, por esta misma razón la serie es considerada como un hito en la franquicia y, en última instancia, resultó ser muy popular en la región. Los críticos elogiaron a los personajes principales y a los robots como únicos y estilizados, pero discreparon con el argumento. Mientras algunos críticos disfrutaron de su estilo audaz y extravagante, otros criticaron su trama como difusa, repetitiva y superficial, por no estar a la altura de sus predecesoras.

## Argumento
A diferencia de otras previas entregas de la franquicia Gundam ambientadas en la línea de tiempo "Universal Century", Mobile Fighter G Gundam está ambientada en un universo alternativo, conocido como "Future Century". En este universo, la Tierra se encuentra devastada, lo que ha obligado a la gran mayoría de la humanidad a tener que vivir en colonias espaciales. Los antiguos países tienen su correspondiente colonia espacial (Neo Francia, Neo Japón, Neo España, etc.). En vez de recurrir a la guerra para resolver sus diferencias políticas y económicas, las colonias organizan un torneo conocido como "Batalla Gundam" que se celebra cada cuatro años. Cada colonia envía a la tierra a su mejor luchador a bordo de un avanzado robot de combate llamado Gundam. Los Gundams compiten entre sí en combates uno a uno, hasta que solo uno queda en pie. La nación representada por el ganador adquiere el derecho de gobernar sobre el espacio y las demás naciones durante 4 años, hasta la celebración del próximo torneo. Cada Gundam es controlado por su piloto a través de un "Sistema de Rastreo Móvil", un mecanismo de Reconocimiento de gestos y retroalimentación mediante el cual, el Gundam reproduce los movimientos del cuerpo del propio piloto. G Gundam comienza al inicio de la 13.ª edición de este torneo, y sigue las aventuras de Domon Kasshu, luchador y piloto del Shining Gundam de Neo Japón.  La misión de Domon es ganar el torneo y buscar a su fugitivo hermano Kioji, pues este robó al Devil Gundam experimental del gobierno de Neo Japón, dejando a su madre muerta y a su padre (El Dr. Raizo Kasshu)  arrestado en estado criogénico.
Domon y su amiga de la infancia Rain Mikamura viajan de país en país, retando a cada uno de sus luchadores mientras buscan pistas sobre Kyoji y el Devil Gundam. Inicialmente, Domon pelea con Chibodee Crocket de Neo América, George de Sand de Neo Francia, Sai Saici de Neo China y Argo Gluskii de Neo Rusia. Todas sus batallas con estos luchadores terminan en empate, creándose un sentimiento de respeto mutuo entre todos ellos.  A medida que Domon y Rain avanzan en su búsqueda del Devil Gundam, estos van aprendiendo más acerca de sus propiedades de regeneración, multiplicación celular y evolución a través de la infección de materia orgánica, causando violentos comportamientos en seres vivos. Es entonces cuando el dúo viaja a Neo Tokyo, una ciudad diezmada por el ejército de Mobile Suits del Devil Gundam. Domon se reúne con su maestro, Master Asia, ganador del último torneo y antiguo líder de un grupo de luchadores Gundam llamado "Alianza Baraja". Domon y Rain ayudan a los supervivientes de la ciudad a defender su último bastión en Shinjuku. Pero Master Asia revela ser un sirviente del Devil Gundam y controla las mentes de Chibodee, George, Sai Saici, y Argo usando las células del Devil Gundam. Los cuatro miembros restantes de la "Alianza Baraja" juran destruir a su antiguo líder por sus crímenes. Los miembros de la "alianza" ofrecen sus vidas para purgar las células del Devil Gundam fuera de los camaradas de Domon y le otorgan a cada uno de ellos un emblema de la "Alianza Baraja", nombrándolos como sus sucesores. Kyoji y el Devil Gundam aparecen justo debajo del suelo de Shinjuku, pero momentos después desaparece junto con Master Asia. Mientras la "Alianza" entrena en las montañas de Guiana para las finales del torneo, Master Asia y el Devil Gundam reaparecen. Domon logra derrotar al Devil Gundam junto a sus amigos y un nuevo aliado: Schwarz Bruder de Neo Alemania. Cuando el Shining Gundam se vuelve inoperable, Domon activa al nuevo God Gundam, libera al Maestro Asia y se abre paso para la final del torneo Gundam que se celebrará en Neo Hong Kong.
Las finales del torneo Gundam son presididas por Wong Yunfat,  primer ministro de Neo Hong Kong y actual gobernante de las colonias y la Tierra. Wong decide que las naciones que han calificado deben pelear en combates preliminares de relevo uno-a-uno para acceder a una batalla campal en la isla de Lantau, donde el vencedor se enfrentará al campeón Master Asia. Wong ya tiene al Devil Gundam en su poder y planea revivirlo y controlarlo como parte de un plan para mantener su poder sobre las colonias y la Tierra. A medida que Domon y sus compañeros se abren paso hacia la batalla campal, éstos descubren algunos secretos sobre el Devil Gundam. El Dr. Mikamura (padre de Rain), les explica que el Devil Gundam (originalmente llamado "Ultimate Gundam") fue construido por el Dr. Kasshu para rejuvenecer y restaurar la Tierra. Celoso del genio de su colega, el Dr. Mikamura manipuló a los oficiales de Neo Japón para que confiscaran el invento de Kasshu. Su hermano Kyoji robó el Gundam para evitar que el ejército lo utilizara, pero cuando llegó al planeta Tierra, se estrelló durante el aterrizaje haciendo que la computadora del gundam se dañara, desatando su actividad malévola. Ulube arrestó al Dr. Kasshu y declaró a Kyoji como criminal, y utilizó a Domon y a Rain como peones para recuperar al Gundam. En otra ocasión, el Maestro Asia le confiesa a Domon que él quería apoderarse del Devil Gundam para destruir a los humanos, pues las batallas Gundam habían devastado la Tierra y, si los humanos eran eliminados, entonces la Tierra sanaría de forma natural. La batalla en la Isla de Lantau termina con la victoria de Domon sobre el Maestro Asia en la batalla final cuando Kyoji y Schwarz se sacrifican a sí mismos para que Domon pueda atacar al Devil Gundam y destruir su cabina. Con los planes de Wong y el Maestro Asia estropeados, Ulube secretamente se apodera del Devil Gundam, que lo transporta a la colonia espacial de Neo Japón.  Ulube es corrompido por las células del Devil Gundam con ambiciosos deseos de poder y secuestra a Rain y la coloca en la cabina del Devil Gundam como una fuente de energía. Es ahí cuando la monstruosidad del Devil Gundam se manifiesta emergiendo de la colonia y extendiéndose a la Tierra. Todos los gundams del mundo se unen para atacar al Devil Gundam desde fuera mientras la "Alianza Baraja" entra en la colonia destruyendo a Ulube. Al final, Domon le confiesa su amor a Rain y la libera del núcleo del Devil Gundam. Ya juntos, invocando el poder del rey de corazones, destruyen al Devil Gundam de una vez y para siempre.

## Producción

### Equipo de producción y concepción
Mobile Fighter G Gundam fue producida por Sunrise en sociedad con las agencias Sotsu y Dentsu, y la compañía de juguetes Bandai. La serie fue creada para conmemorar el decimoquinto (15º) aniversario de la franquicia Gundam creada por  Yoshiyuki Tomino en 1979. G Gundam fue dirigida por  Yasuhiro Imagawa, conocido por su trabajo en los OVAs de Giant Robo y Getter Robo Armageddon ). G Gundam  fue escrita y supervisada principalmente por Fuyunori Gobu, un veterano guionista que ha trabajado para varias producciones de Sunrise, tales como Shippū! Iron Leaguer y The King of Braves GaoGaiGar. Varios de los miembros del equipo de producción de G Gundam ya habían trabajado en la serie Mobile Suit Victory Gundam, incluyendo al diseñador de personajes Hiroshi Ōsaka y los diseñadores mecánicos Kunio Okawara y Hajime Katoki. La artista de manga Kazuhiko Shimamoto colaboró en el diseño de los personajes. Kimitoshi Yamane actuó como diseñador mecánico de respaldo y, desde entonces, ha trabajado como tal en producciones exitosas de Sunrise, como Cowboy Bebop y The Vision of Escaflowne. Hirotoshi Sano, conocido por su trabajo en Tekkaman Blade, fue el encargado de dirigir la animación mecánica de G Gundam, y también trabajó en la creación de ilustraciones promocionales. La banda sonora de G Gundam fue compuesta por Kohei Tanaka. El tema de apertura "Flying in the Sky" interpretado por Hitofumi Ushima y el tema de clausura "Umi Yori mo Fukaku" (海よりも深く?  "Deeper Than The Ocean") interpretado por Etsuko Sai fueron tocados durante los primeros 25 episodios. Los temas de apertura "Trust You Forever", interpretado por Ushima y el tema de clausura "Kimi no Naka no Eien" (君の中の永遠?  "The Eternity in You") interpretado por Takehide Inoue son tocados en los episodios restantes.
Al igual que otras producciones del género Mecha,  la franquicia de Mobile Suit Gundam era respaldada por patrocinadores, cuyo objetivo era tener programas de televisión que publicitaran sus modelos plásticos y juguetes. Gundam era distinta a otras producciones del género debido a su realismo, drama y por mostrar los horrores de la guerra.  Estos aspectos combinados con su tendencia "Real Robot" hicieron que Gundam se volviera inmensamente popular durante varios años. después del estreno de Victory Gundam en 1993, Imagawa, (joven protegido de Tomino), fue seleccionado como director para la que iba a ser la próxima producción de la franquicia, titulada como Polcarino Gundam. Sin embargo, en ese preciso momento la popularidad de Gundam había menguado y las ventas empezaron a bajar. Los patrocinadores forzaron a los productores a que dieran un giro diferente a la marca con el nuevo título Mobile Fighter G Gundam. Concebida como una serie "Super Robot" menos realista, G Gundam abandonó la temática militarista de sus predecesoras y fue orientada a audiencias más jóvenes para incrementar la venta de los juguetes. La serie sufrió alteraciones (falta de una trama militar, Gundams con estereotipos nacionales y la Tierra vista como un Ring) que fueron consideradas como una blasfemia por parte de Imagawa y el personal de Sunrise. No obstante, Imagawa se inclinó a favor de los cambios realizados después de ver algunos diseños en los juguetes creados por los patrocinadores de G Gundam. Eventualmente, Imagawa reafirmó su posición, dejándose llevar por los consejos de su mentor: "Si continúas haciendo una copia de una copia de una copia, finalmente la imagen se degrada a nada". Imagawa pensó que era importante que los creadores y los productores complementaran sus ideas en pro del éxito del producto. El director también comentó que para vender un producto como G Gundam a una audiencia resistente a cambios tan ambiciosos, los creadores deben inculcar su propia personalidad para superar las dificultades y hacer del producto una obra única. Cuando la producción llegó a su final, Imagawa consideró que no tenía sentido comparar a G Gundam con otras entregas de la franquicia, e ignoró el concepto de una serie  "convencional". "Este es mi Gundam..." dijo,"...y he creado un Gundam del que me puedo sentir orgulloso".

## Medios de difusión

### Videojuegos
Bandai ha publicado tres videojuegos de lucha basados en G Gundam, todos distribuidos exclusivamente en Japón. El primer juego, desarrollado por Natsume para la consola Super Famicom, fue lanzado el 27 de diciembre de 1994. El segundo, también desarrollado por Natsume, fue lanzado para la consola PlayStation el 10 de octubre de 2002 como 12º volumen de la serie Simple 2000. El tercer juego fue lanzado para teléfonos móviles con soporte i-mode y FOMA el 6 de noviembre del 2006. Junto a esto, personajes y robots de G Gundam han aparecido en otros videojuegos crossover de Gundam tales como Mobile Suit Gundam: Encounters in Space, SD Gundam G Generation, la serie Dynasty Warriors: Gundam, la franquicia Super Robot Wars y la serie Another Century's Episode.

### Otros
Bandai ha comercializado una gran cantidad de mercancía relacionada con G Gundam tanto en Japón como en Estados Unidos,
  incluyendo modelos plásticos Gumpla a escala, figuras en resina y figuras de acción, algunas vendidas exclusivamente en Norteamérica. Sunrise produjo un cortometraje promocional basado en G Gundam como tercer episodio de la serie Gundam Evolve, empaquetado como bono de edición limitada junto con el modelo tipo Master Grade del GF13-017NJ Shining Gundam. También se han publicado varios guías y libros de ilustraciones relacionadas con G Gundam. Existen dos libros japoneses publicados por MediaWorks: Mobile Fighter G Gundam: Gundam Fight Handbook (機動武闘伝Gガンダム ガンダムファイトハンドブック?) publicado en agosto de 1994 y Mobile Fighter G Gundam Complete Record (機動武闘伝Gガンダム 完全収録ガンダムファイト?) publicado de junio de 1995. Otro libro, Gundam Wars 4 Fighting G: Model Graphix Special Edition (ガンダムウォーズ4 ファイティングG―モデルグラフィックス スペシャル・エディション?), fue publicado por Dai Nippon Kaiga Co. en septiembre de 1995. Rapport publicó un libro de ilustraciones titulado Mobile Fighter G Gundam: Battle Memory (機動武闘伝Ｇガンダム　バトルメモリー?) en 1994. Hobby Japan publicó un libro de la serie Gundam Weapons en julio del 2002 dedicado a la colección y armado de modelos relacionados con G Gundam. Un libro y guía titulado Mobile Fighter G Gundam Technical Manual, fue publicado por Tokyopop en Norteamérica el 2002. La compañía de ropa Cospa tiene licencia para vender prendas de vestir relacionadas con G Gundam.

## Recepción

### Legado
Al director Yasuhiro Imagawa se le ordenó colocar la frase "See you again Gundam Fight 14" (traducción: Hasta pronto Pelea Gundam '14) al final del último episodio de la serie, petición que fue realizada durante las entrevistas de producción del DVD norteamericano de Mobile Fighter G Gundam. Imagawa afirmó que esto era simplemente un juego de palabras y que no tenía ninguna intención en dirigir una secuela. Gracias al vasto número de adaptaciones que la serie ha tenido en manga y novelas, Imagawa asumió que sería "imposible" producir una secuela u OVA de G Gundam, y afirmó que, en caso de haber una, no la dirigiría. También añadió:
"Creo que G Gundam es una serie que comenzó como un programa para niños y que eventualmente funcionó, porque me mantuve al tanto de ello hasta el último momento, teniendo que enfrentar un montón de obstáculos y malas situaciones (en términos de dirección)."
John Oppliger dijo que G Gundam estableció un legado en la industria del anime, a pesar de ser diferente a su predecesora de 1979. También dijo que G Gundam representa a "un catalizador dentro de la industria de animación en Japón" por haber sido el primer relanzamiento completo que tuvo la franquicia Gundam y la primera de varias series Gundam en contar con un argumento propio, separado de la tradicional continuidad de la franquicia. En 2001, la revista Animage colocó a G Gundam en su lista del top 100 de los animes más importantes de la historia en términos de importancia histórica, influencia e impacto en la industria de animación.